# شهرستان گرین (ویرجینیا)
شهرستان گرین، ویرجینیا (به انگلیسی: Greene County, Virginia) یک سکونتگاه مسکونی در ایالات متحده آمریکا است که در ویرجینیا واقع شده‌است.

## خصوصیات
شهرستان گرین ۴۰۶٫۶۳ کیلومترمربع مساحت دارد.